# Amy Smith
Amy Smith, née le 24 juillet 1987 à Kidderminster, est une nageuse britannique spécialiste de nage libre. 

## Palmarès

### Jeux olympiques
- Jeux olympiques 2012 à Londres (Royaume-Uni)
  - 5e de la finale du relais 4 × 100 m nage libre.
  - 8e de la finale du relais 4 × 100 m quatre nages.
  - 9e des demi-finales du 50 m nage libre.
  - 14e des demi-finales du 100 m nage libre.

### Championnats d'Europe

#### Grand bassin
- Championnats d'Europe 2010 à Budapest (Hongrie) :
  -  Médaille d'or du relais 4 × 100 m quatre nages.
  -  Médaille d'argent du relais 4 × 100 m nage libre.

#### Petit bassin
- Championnats d'Europe 2011 à Szczecin (Pologne) :
  -  Médaille de bronze du 100 m nage libre.

### Jeux du Commonwealth
- Jeux du Commonwealth de 2010 à Delhi (Inde) : 
  -  Médaille d'argent du relais 4 × 100 m nage libre.
- Jeux du Commonwealth de 2014 à Glasgow (Écosse) : 
  -  Médaille d'argent du relais 4 × 100 m nage libre.